# Lesgier

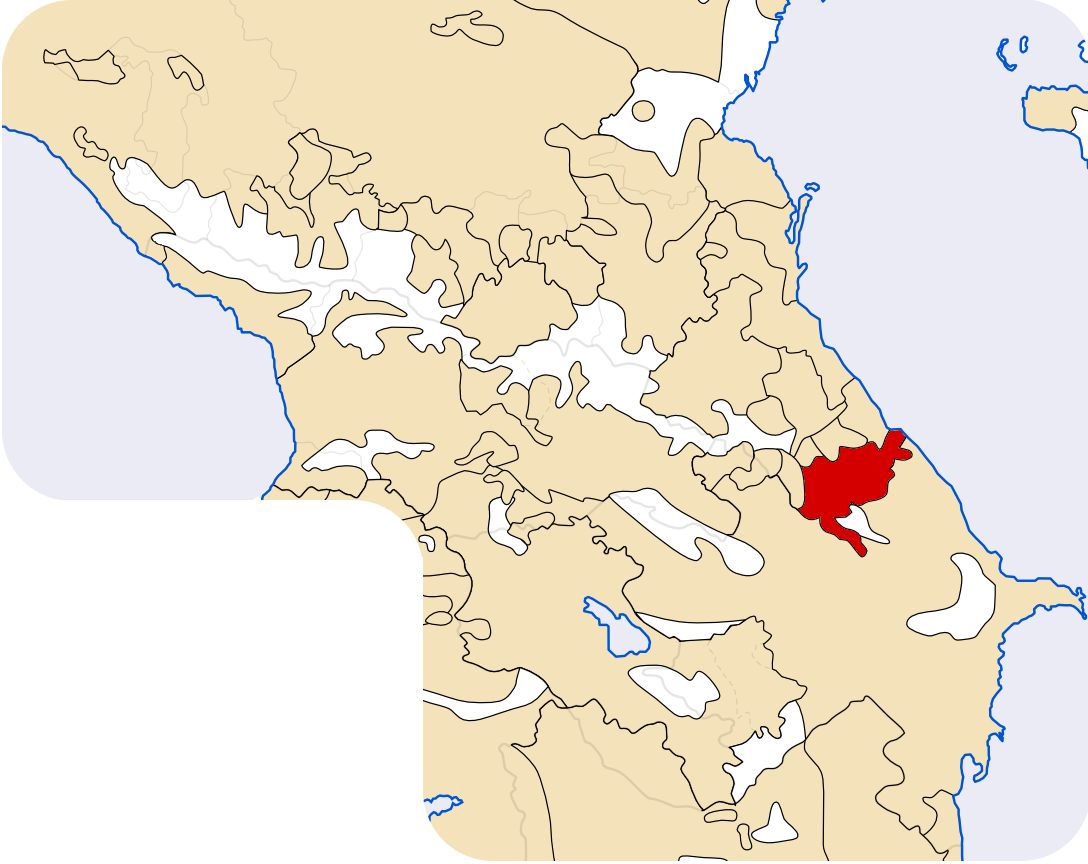
Hauptsiedlungsgebiet der Lesgier in Kaukasien

Die Lesgier oder Lesginen (lesgisch Лезгияр Lesgijar, älter lesgisch Лекьер Leq'er; russisch Лезгины Lesginy, Singular: Лезгин Lesgin; in älterer deutschsprachiger Literatur oft auch als Küriner bezeichnet) sind eines der indigenen Völker des Kaukasus und leben historisch in Süd-Dagestan und Nord-Aserbaidschan.
Das Volk wohnt im Gebiet des Flusses Samur. Diese Region wird auch Lesgistan genannt. Das Volk der Lesgier hat nach Schätzungen etwa 800.000 Angehörige, von denen ungefähr die Hälfte in der russischen Teilrepublik Dagestan lebt, die andere Hälfte in Aserbaidschan. Nach der Volkszählung in Russland 2010 lebten 385.240 Lesgier in Dagestan in ganz Russland 473.722.

## Sprache
Die lesgische Sprache gehört zur Sprachfamilie der Nordostkaukasischen oder Nachisch-Dagestanischen Sprachen.

## Geschichte
Im 8. Jahrhundert konvertierten die Lesgier zum Islam (Sunniten, schafiitische Rechtsschule). Später gerieten sie unter den Einfluss des Königreichs Georgien. Im 16. Jahrhundert wurden sie von den Osmanen, später von den Persern beherrscht, die sich in der Vorherrschaft über das Khanat Schirwan und Khanat Quba abwechselten, die die südlichen Lesgier beherrschten. Hadschi Davud führte im 18. Jahrhundert einen langjährigen Aufstand gegen die persische Besatzung an.
Anfang des 19. Jahrhunderts geriet ihr Gebiet unter russische Oberhoheit. Die Grenze entlang des Samur war eine innerrussische bzw. innersowjetische Verwaltungsgrenze. Seit der Unabhängigkeit Aserbaidschans leben die Lesgier in zwei Staaten. Während sie in Dagestan kulturelle Autonomie genießen, sind die aserbaidschanischen Lesgier einem Assimilationsdruck durch die Regierung ausgesetzt.

## Prominente Lesgier
- Suleiman Abusaidowitsch Kerimow (* 1966) – russischer Unternehmer, Milliardär, Oligarch und Politiker

## Literarische Darstellungen
- Friedrich Bodenstedt: Ada, die Lesghierin. Ein Gedicht. Berlin 1853 (Digitalisat in den Digitalen Sammlungen der BSB)
- Arthur de Gobineau: Die Tänzerin von Schemacha. Novelle. Deutsch [sowie mit einem Vorwort] von Rudolf Schlösser[3]. Philipp Reclam Junior, Leipzig o. J. [1904] (Digitalisat im Internet Archive)